# AeroLyon

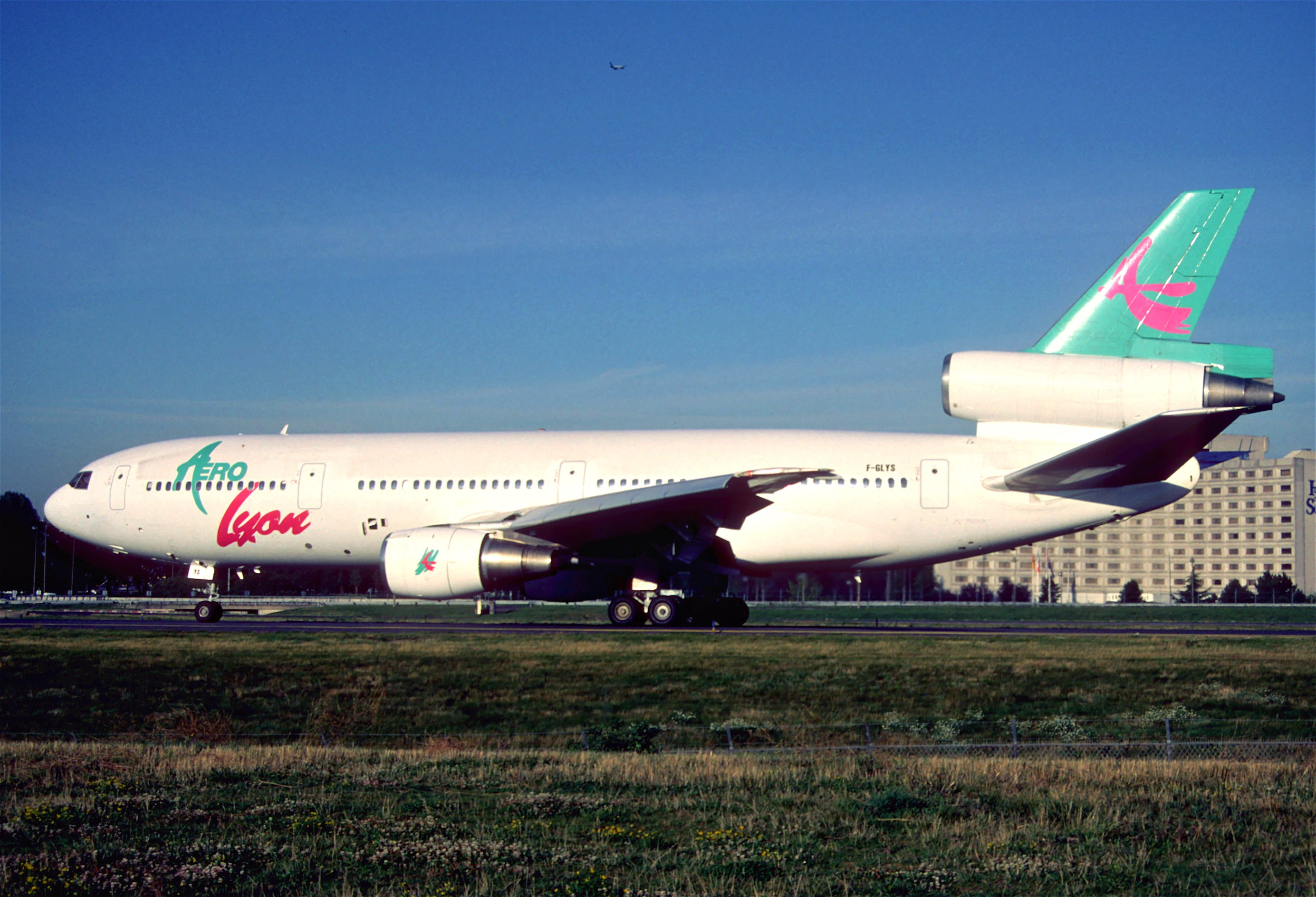
DC-10-30 авіакомпанії AeroLyon у 2001 році

Aerolyon — скасована французька авіакомпанія, яка працювала з 1996 по 2002 рік на ринку далекомагістральних чартерних перевезень між Францією та країнами Карибського басейну.
Портом приписки перевізника був аеропорт Ліона.

## Історія та загальні відомості
Авіакомпанія заснована в 1996 році французькою туристичною компанією Nouvelles Frontieres, якій також належав інший перевізник Corsairfly.
Aerolyon працювала у сфері далекомагістральних рейсів з французьких міст Ліон, Париж, Брест, Нант і Бордо на Кариби.
У 1996 році авіакомпанія взяла в лізинг McDonnell Douglas DC-10-30 в іншого перевізника Challengair. Два літаки того ж типу були орендовані у 1999 і на початку 2002 року.
У 2000 році викуплена німецькою туристичною компанією TUI AG у складі поглиненої компанії Nouvelles Frontieres.
У 2002 році Aerolyon ліквідована.

## Флот
У 2002 році повітряний флот авіакомпанії AeroLyon становили такі літаки:
| Тип літака                 | Всього |
| McDonnell Douglas DC-10-30 | 3      |
| Всього                     | 3      |